# Личеноска къща
Личеноската къща (на македонска литературна норма: Спомен-куќа на Лазар Личеноски) е архитектурна забележителност в град Скопие, Северна Македония.

## Местоположение
Къщата е разположена в самия център на града, под Скопското кале.

## История
Къщата е проектирана в 1960 и изградена в 1961 година от архитект Славко Брезовски по поръчка на големия художник Лазар Личеноски. Предназначена е за жилище и ателие и е резултат от креативното сътрудничество на двамата творци. В къщата живее Личеноски и в нея създава някои от големите си творби - монументалната стенна мозайка „Апотеоза на трудот“, подписана с инициали на латиница, между които е и годината на изграждане на къщата 1961, тапицерията „Фазани“ (1962) и маслените картини „Оризово поле“ (1962), „Последни афиони“ или „Афионско поле“ (1963) и „Зографско ателје во Галичник“ (1963), недовършената картина „Охридски рибар“ (1964) и недовършената лята мозайка „Фазани“ (1964).
На 10 октомври 2017 година къщата е обявена за паметник на културата от особено значение, подкатегория голямо значение.

## Архитектура
Къщата е в традиционен стил с употреба на традиционни материали. Има големи стенни мозайки дело на Личеноски – „Берачка на лотос“ (1960) и „Апотеоза на трудот“ (1962/63), поставени на специални места на фасадите. Във вътрешността има други мозайки - „Сликарска палета (1961); „Автопортрет“ (1963), „26 јули 1963“ (1963); 16 жардиниери: „Женски и машки портрет“, „Урбан мотив“, „Риби“, „Зајаци“, „Лебеди“, „Гулаби“, „Риби“, „Ластовички“, „Сонце“, „Ѕвезда“, „Месечина“, „Компас“, „Портрет“, „Птица“, „Цвеќе“ и „Птици“ (1962/63); 2 маси: „Пауни“ и „Шаховска табла со риби“ (1963/64); фризът „Риби“ (от 18 плочи, 1962) и „Алеја“ (първоначално 24 плочи, а днес 16), како и 2 релефа – „Капачки“ и „Трубач“ от неизвестни автори и скулптурата „Две фигури“ от Петър Хаджибошков.